# Maniquí bronzat
El maniquí bronzat (Spermestes cucullata) és una espècie d'ocell de la família dels estríldids (Estrildidae) que habita sabanes, matolls i terres de conreu de l'Àfrica subsahariana.